# IC 1781
IC 1781 ist eine Spiralgalaxie mit ausgedehnten Sternentstehungsgebieten vom Hubble-Typ S im Sternbild Walfisch südlich des Himmelsäquators. Sie ist rund 583 Millionen Lichtjahre von der Milchstraße entfernt und hat einen Durchmesser von etwa 70.000 Lj. 

Im selben Himmelsareal befindet sich u. a. die Galaxie IC 204.
Das Objekt wurde am 20. November 1903 von Stéphane Javelle entdeckt.